# Clinterocera ishikawai
Clinterocera ishikawai är en skalbaggsart som beskrevs av Yoshihiko Kurosawa 1973. Clinterocera ishikawai ingår i släktet Clinterocera och familjen Cetoniidae. Inga underarter finns listade i Catalogue of Life.